# معركة رايجاد
مَعرَكَةُ رَايْگَرَه أو مَعرَكَةُ رَايْگَاد هي معركة وقعت في 1689م في رايگاد الدكنيَّة بين القوات المغوليَّة الهنديَّة بقيادة ذي الفقار خان نُصرت جُنگ والقوات المراثيَّة بقيادة شاهو الأوَّل ويسوباي. انتهت المعركة بِانتصار جُيوش مغول الهند وهروب الملك المراثي وأسر بقيَّة أفراد الأسرة الحاكمة.